# Tyge Skeel
Otto Tyge Skeel (19. december 1902 på Skeelslund – 31. maj 1975) var en dansk godsejer, kammerherre og hofjægermester, bror til Ove Skeel.
Han var søn af Erik Skeel og Fanny Elisabeth født baronesse Gyldenkrone og blev uddannet ved landbruget og på Dalum Landbrugsskole. Han var forpagter af Rævkærgård ved Aabybro under Birkelse Gods 1927-36, ejer af Pandum ved Nibe 1936-44 og var ejer af Lyngsbækgård ved Femmøller. Han var kammerherre og hofjægermester.
4. februar 1937 ægtede han i Ebeltoft Kirke Rigitze Sofie Salome baronesse Gyldenkrone (3. juli 1910 på Vallø - 28. januar 2000 på Vosnæsgård), datter af lensbaron Ove Gyldenkrone.
Han er begravet på Handrup Kirkegård.